# 電波探知機

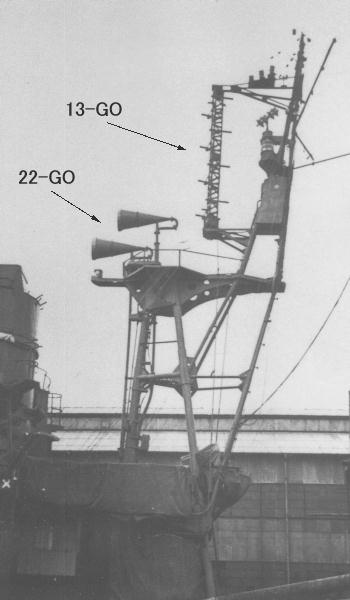
駆逐艦「春月」に装備された電波探知機のラケット型アンテナ（マスト上部、「13-GO」と書かれた対空捜索用レーダーである13号電探の右側）

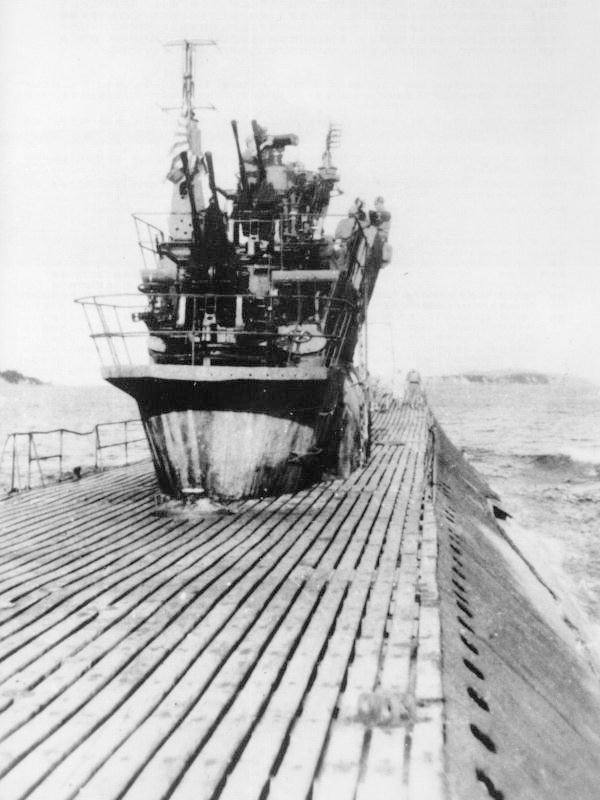
潜水艦「伊351」に装備された電波探知機のラケット型アンテナ（艦橋頂部右舷）。なお、左舷の背の高いアンテナは13号電探のもの。

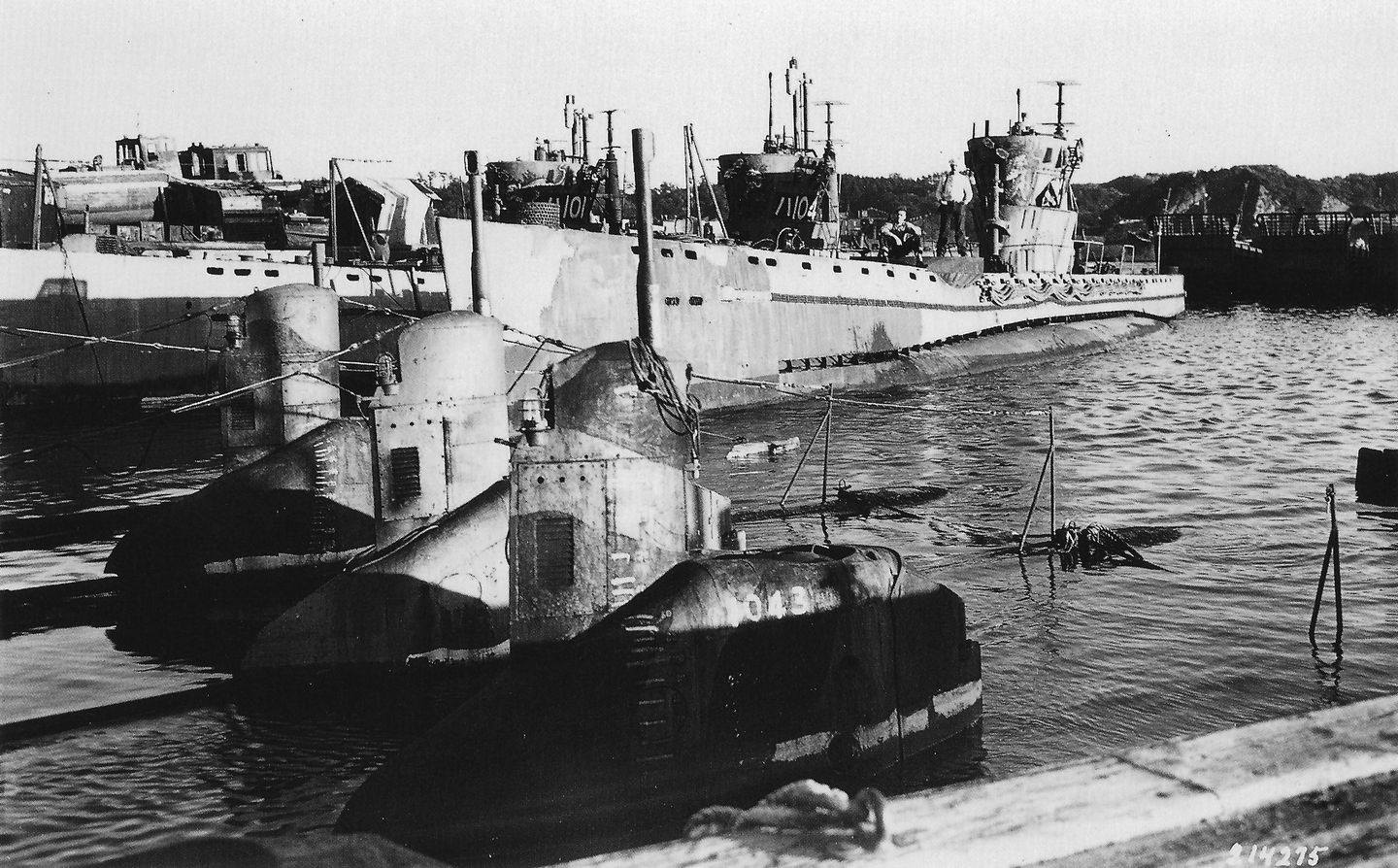
波百一型潜水艦（画面奥）の艦橋前面及び側面に固定式で装備された電波探知機のラケット型アンテナ

電波探知機（でんぱたんちき）は、日本海軍の開発したレーダー波探知装置（ESM装置）。略称は逆探。
なお、「電波探知機（電探）」は広義のレーダー自体の日本語訳でもあり、海軍と異なりレーダー研究でははるかに進んでいた日本陸軍が使用していた名称であった。日本海軍において広義のレーダーは「電波探信儀（電探）」と称しており、本項の「電波探知機（逆探）」とは敵の電波探信儀が発した電波を傍受する一種の方向探知機である。

## 概要
1942年（昭和17年）春ころからドイツではイギリスのレーダー波を探知している模様という技術情報がもたらされ、また部隊からも敵レーダーの探知機の開発要求があり試作が開始された。通称E27型と呼ばれ、重量は40kg。探知波長は4mから0.75mまでの超短波（メートル波）で、アンテナは45度に傾いた反射板付きのラケット型と全周探知用の円筒型（θ型とも）があった。1943年（昭和18年）7月から戦艦「山城」で搭載実験を行った結果、直ちに量産に移り翌年春までに約800台、終戦までには約2,500台が生産された。初期のものは波長を切り替える時にその都度高周波部を取り替える必要があって利便性が悪かった。その後ダイヤルで波長を切り替えるようにし、既存の探知機をダイヤル式に交換するのと合わせて7月に実施されたレイテ沖海戦前のレーダーの急速装備に間に合わせた。探知波長はアメリカ海軍のSC捜索レーダー等を探知可能であったが、センチメートル波を利用する新型のSG捜索レーダーを探知することはできなかったため、大量配備の頃には時代遅れで効果は限定的であり、特に航空機搭載のレーダーには1944年以降無力だった。
この電波探知機は潜水艦にも搭載され、その際には潜水艦専用のアンテナが設計されたが、海水による絶縁性低下や装備位置が低いことなど、潜水艦の特殊性から性能の確保には苦心したという。
1944年（昭和19年）の末ころに波長75cmから3cmまでのセンチメートル波を探知できる電波探知機も完成した。これにより、アメリカ海軍が大戦中期以降に主力としたSG捜索レーダーも探知可能となった。こちらの探知機のアンテナは波長によってラケット型（波長20cm以上）と電磁ラッパ型（波長20cmから3cm）の2つを併用した。こちらは通称3型と呼ばれ、電波探知機47号とも呼ばれる。潜水艦にも装備されたが性能確保の問題から固定アンテナの設置が困難であり、浮上後に水測員がパラボラ型アンテナを手に持って艦上にあがり、全周を捜索する形で装備された。生産台数は約200台。
その他、ドイツで開発されたメトックスと呼ばれる鉱石検波探知機をそのままコピーして約30台製造された。探知波長は1mから0.3m。このメトックスは、遣独潜水艦作戦により伊号第八潜水艦が現物を持ち帰ったものである。前記の電波探知機47号をメトックスのコピーまたは一部技術導入した製品とする見解もある。

### 海上護衛での運用
太平洋戦争が開戦すると、日本のシーレーンはアメリカ海軍の潜水艦による無制限潜水艦作戦によって深刻な脅威に晒された。当初、日本の護衛艦艇には有効な対潜水艦索敵兵装が不足しており、特に夜間や悪天候時に浮上して攻撃を仕掛ける潜水艦への対処が困難であった。
このような状況を打開するため、1943年（昭和18年）後半から、海防艦やその他の護衛艦艇、さらには一部の商船にも電波探知機（逆探）の搭載が本格化した。護衛専門部隊である海上護衛総司令部の設立と相まって、逆探の配備は対潜哨戒能力を向上させる上で重要な施策と見なされた。例えば、三式一号電波探信儀三型は、対水上艦・対潜水艦用として護衛艦艇に広く装備され、夜間の浮上潜水艦の探知に一定の効果を発揮した。
しかし、アメリカ側も日本の逆探を探知するレーダー逆探知機を潜水艦に装備しており、逆探の使用は自らの位置を暴露する危険も伴った。さらに、アメリカ軍がB-29戦略爆撃機による飢餓作戦で機雷を大量に敷設するようになると、逆探だけでは対処できない新たな脅威が出現し、海上交通は壊滅的な打撃を受けることとなった。

### 自衛隊
1952年（昭和27年）に発足した海上警備隊（後の海上自衛隊）は、アメリカ海軍からくす型護衛艦やあさかぜ型駆逐艦などの供与を受けたが、これらにはAN/SPS-5やAN/SPS-6などの対空捜索レーダー、SG-1などの対水上捜索レーダーが搭載されており、海上自衛隊のレーダー運用の歴史はここから始まった。